# Ричард Рорти
Ричард Рорти (на английски: Richard McKay Rorty; роден на 4 октомври 1931 – починал на 8 юни 2007) е американски философ. Добива известност през осемдесетте години на ХХ в. с книгата си Философията и огледалото на природата. Като се обявява за прагматист, Рорти се дистанцира от господстващата в родината му аналитична философия и възприема, донякъде еклектично, идеи, характерни за съвременната европейска мисъл.
През 1992 г., когато навършва 60 години, Рорти публикува своя кратка интелектуална биография – Троцки и дивите орхидеи. В нея са набелязани основни идеи и обстоятелства, довели до това, че той е критикуван и от консервативно настроените среди, и от тези с реформаторски или дори постмодерни разбирания.

## Биография
Рорти е роден и израства в Ню-Йорк, в семейството на интелектуалци с леви убеждения. От малък слуша политическите дискусии, в които родителите му са въвлечени, и има възможност да чете из разнородните книги, които са в дома им. На 15 години постъпва в Чикагския университет, където започва да следва философия. Възгледите, с които е израснал, се сбъскват с консервативната нагласа, господстваща в университета. Впечатлен е от ерудицията на имигранти, които преподават там в годините след войната и особено от Лио Строс (Leo Strauss). Докторска степен получава в Йейл през 1956 г., пишейки дисертация върху „Понятието за потенциалност“. В продължение на 21 години е професор по философия в Принстънския университет, а от 1997 г. – заслужил професор в Станфорд.
През 1954 г. Рорти сключва брак с Амели Оксенберг, също университетски кадър, и от брака им се ражда сина му Джей. След развод Рорти се жени повторно и има още две деца. Почива от рак на панкреаса през 2007 г.
Скоро след излизането на „Троцки и дивите орхидеи“ в разговор с Иванка Райнова Рорти резюмира своята житейска траектория:
| „ | „Мислех си, че заниманията ми с философия ще ми позволят да обединя изкуството и политиката, красотата и човешката свобода. Затова се опитах да стана платоник, следвайки идеята на Платон за единството на доброто, красотата и справедливостта. Но това начинание скоро се провали. Прекарах 40 години в борба с платонизма, който провали юношеската ми надежда. Търсенето на критически инструменти срещу Платон ме направи привърженик на Витгенщайн, прагматист и т.н.“. | “ |

## Основни трудове

### Философията и огледалото на природата
Излязлата през 1979 г. книга на Рорти бива приета изненадващо добре и превръща своя неизвестен автор в знаменит философ. С впечатляваща рефлексивност изложението, направено в духа на аналитичната философия, се обръща срещу самата нея като изявява множество от неизказани нейни моменти.

### Случайност, ирония и солидарност
В Случайност, ирония и солидарност (1989) Рорти изоставя опитите да обясни своите теории в аналитични термини и създава алтернативна концептуална схема, където той отрича „платониците“. Тази схема е базирана на вярата, че няма разбираема истина (поне не в смисъла, в който е обичайно концептуализирана). Рорти предлага философията (заедно с изкуството, науката и т.н.) да се използват, за да ни дадат възможност да (пре)създаваме себе си, гледище, адаптирано от Ницше и към което Рорти също идентифицира автори на романи като Пруст, Набоков и Хенри Джеймс. Тази книга също така маркира неговия първи опит специално да артикулира политическото виждане, съдържащо се в неговата философия на виждането за разнообразна и разнородна общност, свързана вътре от опозицията срещу жестокостта, а не от абстрактни идеи като „справедливост“ и „общочовечност“, поддържани от разделението на публичното и частно в живота.
В тази книга Рорти за пръв път въвежда терминологията на Ироницизма, която използва, за да опише неговия подход и философия.

## Рорти в България
На 14 юни 2000 г. проф. Ричард Рорти е поканен в Новия български университет, за да произнесе академична лекция на тема „Има ли конфликт между религия и наука?“.

### На български
- (в съавторство с Джонатан Калър, Катрин Брук-Роуз и Умберто Еко) Интерпретация и свръхинтерпретация, София: Наука и изкуство, 1993
- Случайност, ирония и солидарност, София: Критика и хуманизъм, 1998 (ISBN 954-587-032-X)
- Философията и огледалото на природата, София: Наука и изкуство, 1998 (ISBN 954-02-0233-7)[5]
- Да постигнем нашата страна, София: Дружество Гражданин, 2003, 208 с. (ISBN 954896631Х)
- Бъдещето на религията, в съавторство с Джани Ватимо, София: Критика и хуманизъм, 2005 (ISBN 954-587-114-8)